# Matheus Aiás
Matheus Aiás Pereira da Silva, meglio noto come Matheus Aiás (Palmares Paulista, 30 dicembre 1996), è un calciatore brasiliano, attaccante del Noah.

## Carriera
Cresciuto calcisticamente in patria nelle giovanili di Cruzeiro e Ponte Preta, nel 2014 approda al settore giovanile dell'Udinese, giocando per una stagione con la formazione Primavera. Nel gennaio del 2015 viene ceduto al Granada, altro club di proprietà della famiglia Pozzo, che lo aggrega alla rosa della seconda squadra; nell'aprile 2017 passa in prestito al Lorca, militante nella terza divisione spagnola. Nell'estate del 2017 firma con il Watford, altra società di proprietà della famiglia Pozzo, dove però, non riuscendo a trovare spazio in squadra, andrà in prestito a varie squadre, tra cui Fuenlabrada, Valencia Mestalla e Mirandés (in prestito biennale, ottenendo tra l'altro una promozione dalla terza divisione alla seconda divisione spagnola). Nell'agosto 2020 viene acquistato a titolo definitivo dall'Orlando City, ma a causa del suo scarso impiego (solo 6 presenze complessive in MLS), il 4 luglio 2021 viene ceduto in prestito per una stagione al Real Oviedo.
Nel 2024 si trasferisce nella prima divisione armena al Noah, con cui prende anche parte alla fase finale della UEFA Conference League 2024-2025.

## Statistiche

### Presenze e reti nei club
Statistiche aggiornate al 24 aprile 2022.
| Stagione         | Squadra           | Campionato       | Campionato | Campionato | Coppe nazionali | Coppe nazionali | Coppe nazionali | Coppe continentali | Coppe continentali | Coppe continentali | Altre coppe | Altre coppe | Altre coppe | Totale | Totale |
| Stagione         | Squadra           | Comp             | Pres       | Reti       | Comp            | Pres            | Reti            | Comp               | Pres               | Reti               | Comp        | Pres        | Reti        | Pres   | Reti   |
| ---------------- | ----------------- | ---------------- | ---------- | ---------- | --------------- | --------------- | --------------- | ------------------ | ------------------ | ------------------ | ----------- | ----------- | ----------- | ------ | ------ |
| gen.-giu. 2015   | Granada B         | SDB              | 3          | 0          |                 | -               | -               |                    | -                  | -                  |             | -           | -           | 3      | 0      |
| 2015-2016        | Granada B         | SDB              | 17         | 2          |                 | -               | -               |                    | -                  | -                  |             | -           | -           | 17     | 2      |
| 2016-apr. 2017   | Granada B         | SDB              | 33         | 16         |                 | -               | -               |                    | -                  | -                  |             | -           | -           | 33     | 16     |
| Totale Granada B | Totale Granada B  | Totale Granada B | 53         | 18         |                 | -               | -               |                    | -                  | -                  |             | -           | -           | 53     | 18     |
| apr.-giu. 2017   | Lorca             | SDB              | 4          | 1          | CR              | -               | -               |                    | -                  | -                  |             | -           | -           | 4      | 1      |
| 2017-gen. 2018   | Fuenlabrada       | SDB              | 14         | 3          | CR              | 2               | 0               |                    | -                  | -                  |             | -           | -           | 16     | 3      |
| gen.-giu. 2018   | Valencia Mestalla | SDB              | 3          | 0          |                 | -               | -               |                    | -                  | -                  |             | -           | -           | 3      | 0      |
| 2018-2019        | Mirandés          | SDB              | 39         | 11         | CR              | 1               | 0               |                    | -                  | -                  |             | -           | -           | 40     | 11     |
| 2019-2020        | Mirandés          | SD               | 27         | 6          | CR              | 7               | 6               |                    | -                  | -                  |             | -           | -           | 34     | 12     |
| Totale Mirandés  | Totale Mirandés   | Totale Mirandés  | 66         | 17         |                 | 8               | 6               |                    | -                  | -                  |             | -           | -           | 74     | 23     |
| ago.-dic. 2020   | Orlando City      | MLS              | 4          | 0          |                 | -               | -               |                    | -                  | -                  |             | -           | -           | 4      | 0      |
| gen.-lug. 2021   | Orlando City      | MLS              | 2          | 0          |                 | -               | -               |                    | -                  | -                  |             | -           | -           | 2      | 0      |
| 2021-2022        | Real Oviedo       | SD               | 21         | 2          | CR              | 1               | 0               |                    | -                  | -                  |             | -           | -           | 22     | 2      |
| Totale carriera  | Totale carriera   | Totale carriera  | 167        | 42         |                 | 11              | 6               |                    | -                  | -                  |             | -           | -           | 178    | 48     |

## Palmarès

### Club

#### Competizioni nazionali
- Copa Federación de España: 1

Mirandés: 2018-2019
- Campionato armeno: 1

Noah: 2024-2025
- Coppa d'Armenia: 1

Noah: 2024-2025